# Bussy-la-Pesle (Côte-d’Or)
Bussy-la-Pesle ist eine französische Gemeinde mit 75 Einwohnern (Stand: 1. Januar 2022) im Département Côte-d’Or in der Region Bourgogne-Franche-Comté. Sie gehört zum Arrondissement Dijon und zum Kanton Talant.

## Geographie
Bussy-la-Pesle liegt etwa 26 Kilometer westnordwestlich von Dijon. Die Gemeinde wird umgeben von Saint-Hélier im Norden und Nordwesten, Blaisy-Bas im Osten, Savigny-sous-Mâlain im Osten und Südosten, Sombernon im Süden und Südwesten, Drée im Westen und Südwesten sowie Verrey-sous-Drée im Westen. 

## Bevölkerungsentwicklung
| Jahr                       | 1962 | 1968 | 1975 | 1982 | 1990 | 1999 | 2006 | 2013 | 2019 |
| Einwohner                  | 100  | 94   | 61   | 78   | 59   | 49   | 51   | 73   | 78   |
| Quellen: Cassini und INSEE |      |      |      |      |      |      |      |      |      |

## Sehenswürdigkeiten
- Burg, 1242 erstmals erwähnt